# Krofička
Il monte Krofička con 2.083 m s.l.m. è una montagna delle Alpi di Kamnik e della Savinja della sezione Alpi di Carinzia e di Slovenia, si trova all'interno della valle di Logar.